# 미나미우디타운역
미나미우디타운역(일본어: 南ウッディタウン駅, みなみウッディタウンえき)은 일본 효고현 산다시에 있는 고베 전철 고엔토시 선의 역이다. 역 번호는 KB32이다. 해발 198m이다.

## 역사
- 1996년 3월 28일: 플라워 타운 ~ 우디타운추오 간 연장 개통으로 영업 개시.

## 역 구조
섬식 승강장 1면 2선의 구조이다. 승강장 유효 길이는 5량이고, 단 보통 3량 편성의 운용만이다. 비상 시의 대체와 우디타운 사티 개업 등 다객 때 4량 편성이 입선하기도 했다.
성토식 2층 구조로 지상 1층에 대합실, 지상 2층에 승강장이 있다. 또한, 승강장의 일부는 도로의 고가가 되고 있다.

### 승강장
| 1 | ■ 고엔토시 선(상행) | 우디타운추오 행                  |
| 2 | ■ 고엔토시 선(하행) | 플라워 타운・요코야마・산다 방면 |

## 역 주변
대규모 주택지로 상점 등도 있다. 고베 산다 국제공원도시의 한 축이다.
역에 매점은 없지만 주변에 로손이 있다.
- 효고 지방 도로 720호 테크노파크산다 선
- 에디온
- 산다 우디타운 우체국
- 한큐 오아시스
- 하지카미이케 공원

## 인접역
| 고베 전철 고엔토시 선      | 고베 전철 고엔토시 선 | 고베 전철 고엔토시 선               |
| -------------------------- | --------------------- | ----------------------------------- |
| KB31 플라워 타운 산다 방면 |                       | 우디타운추오 KB33 우디타운추오 방면 |